# Pristimantis charlottevillensis
Espèce
Synonymes
- Eleutherodactylus charlottevillensis Kaiser, Dwyer, Feichtinger & Schmid, 1995

Statut de conservation UICN

 LC  : Préoccupation mineure
Pristimantis charlottevillensis est une espèce d'amphibiens de la famille des Craugastoridae.

## Répartition
Cette espèce est endémique du Nord-Est de l'île de Tobago à Trinité-et-Tobago. Elle se rencontre du niveau de la mer jusqu'à 550 m d'altitude.

## Étymologie
Son nom d'espèce, composé de charlottevill[e] et du suffixe latin -ensis, « qui vit dans, qui habite », lui a été donné en référence au lieu de sa découverte, Charlotteville (en), un village dans le nord-est de l'île.

## Publication originale
- Kaiser, Dwyer, Feichtinger & Schmid, 1995 : A new species of Eleutherodactylus (Anura: Leptodactylidae) from Tobago, West Indies and its morphometric and cytogenetic characterization. Herpetological Natural History, vol. 3, no 2, p. 151-163.